# Vărbița, Vrața
Vǎrbița (în bulgară Върбица ) este un sat în Obștina Vrața, Regiunea Vrața, Bulgaria.

## Demografie
Componența etnică a satului Vărbița
     Bulgari (57,59%)
     Romi (31,22%)
     Nicio identificare (11,18%)
     Altele (0%)
La recensământul din 2011, populația satului Vărbița era de 474 locuitori. Din punct de vedere etnic, majoritatea locuitorilor (57,59%) erau bulgari, cu o minoritate de romi (31,22%). Pentru 11,18% din locuitori nu este cunoscută apartenența etnică.